# Sedrena barijera
Sedrena barijera rezultat je kontinuiranog procesa taloženja sedre. 
Dok voda teče u tankim slojevima preko barijera, dolazi do taloženja karbonata iz vode. Povećava se količina ugljičnog dioksida CO2. Kalcijev karbonat izlučuje se u obliku mikrokristala koji se talože, u obliku naslaga sedre CaCO3. Ovaj fenomen posebno se javlja gdje ima mahovina, koje omogućuje bolje prianjanje kristala. Mahovine, alge i vodeno bilje imaju važnu ulogu u oblikovanju sedrenih barijera. Biljke vežu ugljični dioksid iz vode u procesu fotosinteze i proizvode kisik. Usput se taloži hidrogenkarbonat. Ključni čimbenici za taloženje su: usporavanje vode, prozračivanje i prskanje. Mahovina služi kao supstrat za taloženje. Važni su i milijuni mikroskopski malih bakterija i algi, koje rastu na mahovinama. One izlučuju sluz, koja je važna u mikrokristalizaciji kalcita. Najznačajnije su mahovine iz rodova Bryum i Cratoneuron. Iako vegetacija ima pozitivne učinke na oblikovanje sedre, prekomjerne koncentracije organskih tvari u vodi imaju negativne učinke na ove procese. Ako ima previše biljaka, negativni su učinci na taloženje minerala. 
U Hrvatskoj sedrene barijere nalaze se na Plitvičkim jezerima,  Park prirode Papuk na Rastokama i na rijeci Krki (Skradinski buk i dr.) U Bosni i Hercegovini sedrene barijere postoje na rijekama: Uni, Sani, Plivi i Trebižatu. Jedinstven proces događa se na Plitvičkim jezerima s obzirom na druge slične pojave u svijetu. Ovdje je taloženje vapnenca i nastanak sedre dinamičan proces, a ne statički, koji se pojavljuje samo na jednom mjestu. Skradinski buk je posljednja, sedma i najduža sedrena barijera na rijeci Krki i jedna od najpoznatijih prirodnih ljepota Hrvatske. Veći dio sedre Skradinskog buka mlađi je od 10 tisuća godina. Izvan današnjeg vodotoka nalazi se, na području nekadašnjih vodotoka, "mrtva sedra" starosti oko 125 tisuća godina. Rast sedrene barijere na Skradinskom buku prouzročio je uzvodno ujezerenje vode rijeke Krke do Roškog slapa i u tri kilometra donjeg toka rijeke Čikole, tvoreći tako jednu od najneobičnijih i najljepših pejzažnih slika Nacionalnog parka Krke.